# Kasteel de Tornaco
Het Kasteel de Tornaco is een kasteel te Voort, gelegen aan Romeinse Kassei 3-4.

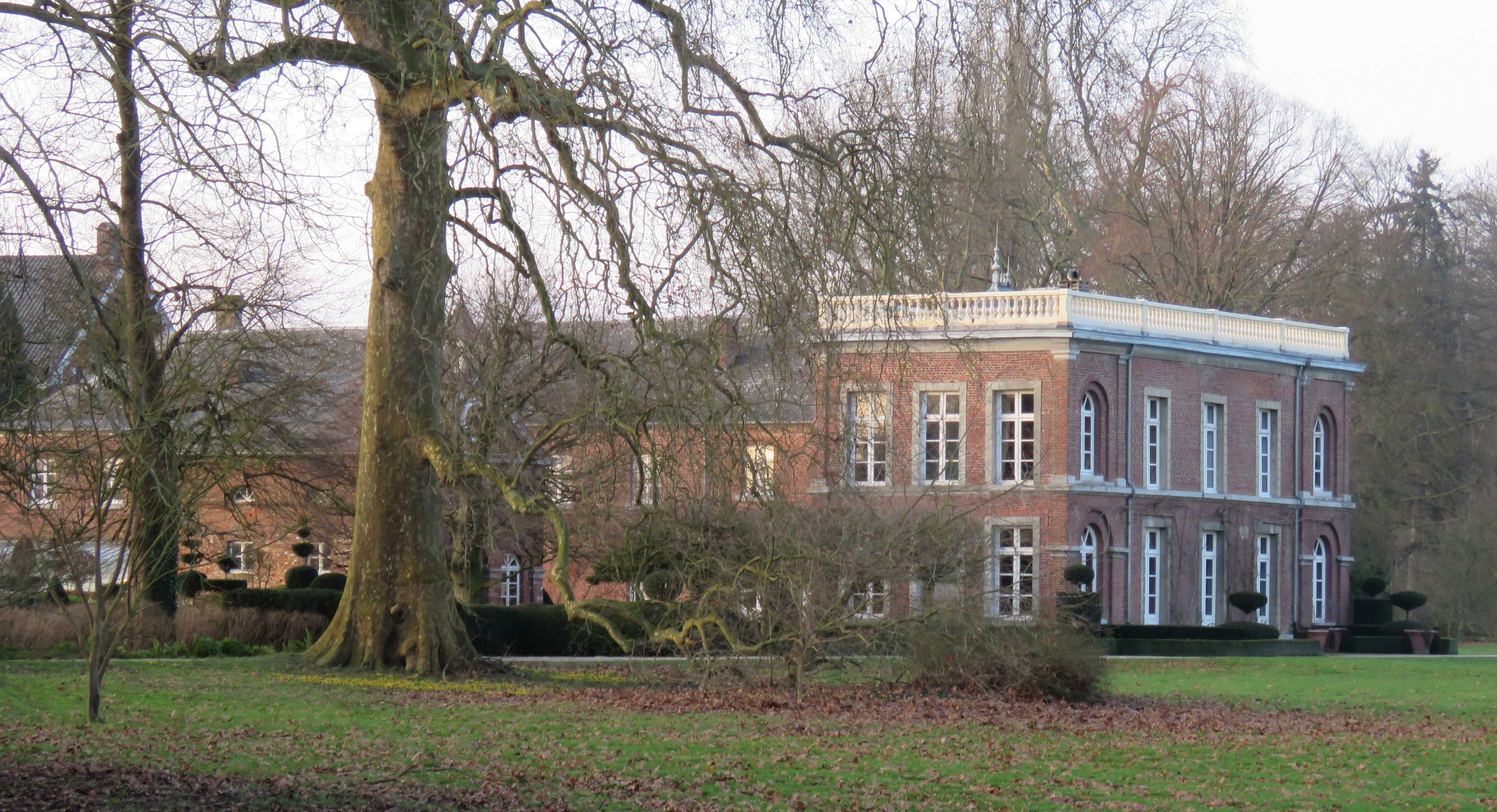
Oostelijke vleugel

## Geschiedenis
Oorspronkelijk lag hier het kasteel van de heren van Voort. Dit werd diverse malen ver- en herbouwd, en was uiteindelijk een U-vormig gebouw in classicistische stijl uit het derde kwart van de 18e eeuw. Nabij dit kasteel stonden twee dienstgebouwen.
In 1868 werd het kasteel gekocht van graaf Willem van Aarschot (Guillaume d'Aerschot) door Victor de Tornaco de Beghein. In 1960 liet Raymond de Tornaco het kasteel aan zijn dochter, burggravin Philippe de Hardy de Beaulieu. De familie woont daar nog steeds.
In november 1943 stortte er een vliegtuig neer op het kasteel, dat werd verwoest en niet meer heropgebouwd. De dienstgebouwen bleven gespaard.

## Heden
Tegenwoordig is van het neerhof nog het poortgebouw bewaard, dat stamt uit 1590 en de wapens draagt van Voordt en Schaloen: het betrof Edmond van Voordt en zijn vrouw Catharina van Hulsberg (of: Schaloen). Het poortgebouw is opgetrokken in baksteen met mergelstenen hoekbanden. Vroeger bevatte het neerhof nog diverse dienstgebouwen en een brouwerij. De gebouwen ten oosten en noorden van het poortgebouw werden afgebroken, die ten westen en noorden van het poortgebouw, welke daarop aansluiten, hebben mogelijk een 17e-eeuwse kern. Ze zijn weliswaar sterk verbouwd. Hierop aansluitend zijn gebouwen uit de 2e helft van de 19e eeuw.
In de eerste helft van de 19e eeuw kwam nog een boerderij tot stand. Hiervan is de westelijke dwarsschuur nog bewaard. Eind 19e en begin 20e eeuw werden nog een aantal gebouwen, en een pachterswoning, toegevoegd.

## Park
Het kasteel ligt in een park dat een groot deel van de Herkebeekvallei in Voort beslaat. In de 18e eeuw was hier een Franse tuin, die in de 19e eeuw tot een Engelse tuin werd omgevormd. De slotgracht werd vergraven tot een vijver. Tegenwoordig zijn in het park enkele monumentale eiken, beuken en platanen te vinden.